# Calédonien (Schiff, 1952)
Die Calédonien war eines von zwei baugleichen Passagierschiffen. Sie wurde 1952 für die französische Reederei Messageries Maritimes in Dienst gestellt. Die Calédonien blieb unter diesem Namen bis 1972 in Fahrt und stand anschließend zwei Jahre lang unter griechischer Flagge im Einsatz, bis sie 1974 in Taiwan abgewrackt wurde.

## Geschichte
Die Calédonien wurde bei Ateliers & Chantiers de France in Dünkirchen gebaut und am 26. April 1952 vom Stapel gelassen. Anders als meist üblich erfolgte der Stapellauf bereits mit sämtlichen Aufbauten und dem  Schornstein. Das Schiff wurde im September 1952 abgeliefert und am 1. Oktober 1952 auf der Strecke von Marseille nach Australien in Dienst gestellt. 1953 folgte das baugleiche Schwesterschiff Tahitien.
Die Calédonien blieb wie ihr Schwesterschiff zwanzig Jahre lang im Liniendienst für Messageries Maritimes und wurde 1972 an die griechische Reederei Efthymiades Lines verkauft, die sie in Nisos Kypros umbenannte. Noch im selben Jahr wurde der Name jedoch in Island of Cyprus umgeändert.
Die Island of Cyprus wurde fortan im Liniendienst von Piräus nach Zypern eingesetzt. Der Dienst erwies sich jedoch als wenig rentabel, so dass das Schiff im März 1974 ausgemustert und zum Verkauf angeboten wurde. Neuer Eigner wurde die Abbruchwerft Chi Shun Hwa Steel Co. Ltd. mit Sitz in Kaohsiung. Am 10. Juni 1974 traf die Island of Cyprus in Kaohsiung ein und wurde dort in den nachfolgenden Monaten abgewrackt.